# Muzeum Archeologiczno-Historyczne w Stargardzie
Muzeum Archeologiczno-Historyczne w Stargardzie jest instytucją kultury gminy – miasta Stargard. Jego siedzibą są barokowe kamieniczki i odwach przy Rynku Staromiejskim 2-4 oraz Basteja przy Baszcie Tkaczy. Ponadto pod opieką muzeum znajdują się Brama Pyrzycka i baszta Morze Czerwone.

## Historia
Obecnie funkcjonujące muzeum zostało oddane do użytku w 1960, a jego pierwszą siedzibą była Brama Pyrzycka. Po odbudowaniu zachodniej pierzei Rynku w 1966 Muzeum przeniosło się do odwachu. W 1978 otwarto filię Muzeum w Bastei, gdzie eksponowano zbiory militariów: broń myśliwską oraz wojskową. W 2013 oddano do użytku po kapitalnym remoncie budynek Bastei, w którym otwarto oddział muzeum, w którym prezentowana jest historia Stargardu do lat 20. XX wieku. W związku ze zmianą profilu muzeum z dniem 22 maja 2013 roku zmieniono nazwę na Muzeum Archeologiczno-Historyczne w Stargardzie.
Pierwsze muzeum w Stargardzie (Heimatmuseum) zostało zorganizowane w 1908. Mieściło się w kamienicy przy Königstr. w obecnej plebanii kolegiaty NMP. Zbiory muzeum stanowiły zbiory archeologiczne oraz sztuka sakralna i mieszczańska. Większość zbiorów w 1945 została ewakuowana do Greifswaldu.

## Zbiory
Zbiory Muzeum stanowią zabytki archeologiczne pozyskane na terenie powiatu, numizmatyka, dzieła sztuki w tym prace lokalnych twórców, inkunabuły. W strukturze muzeum funkcjonuje także biblioteka licząca ok. 10 tysięcy woluminów poświęconych tematyce Stargardu i Pomorza Zachodniego.